# David et Jonathan (groupe)
Pour les articles homonymes, voir David et Jonathan.
David et Jonathan est un groupe de musique français des années 1980 composé de David Marouani, dit David Gategno, né le 13 septembre 1969 et Jonathan Bermudes, né le 8 février 1968.

## Biographie
Les chanteurs du duo « David et Jonathan » se rencontrent en 1986 au lycée Janson-de-Sailly (Paris 16), où ils étudient. Ils sont connus pour leurs singles Bella vita, qui a connu un grand succès (resté trois mois au Top 50, et ayant atteint la 2e place), et Gina, sortis en 1987. Ils connaissent à nouveau le succès avec le tube Est-ce que tu viens pour les vacances ? (écrit et composé par Didier Barbelivien, Pascal Auriat et David Marouani), sorti en 1988, qui sera certifié disques d'or et d'argent. Les paroles (mais pas le clip) ont pu laisser penser qu’elles faisaient référence à une histoire entre deux hommes, confusion entretenue par la coïncidence du nom du duo (pourtant formé de leurs vrais prénoms) et du nom du « mouvement chrétien homosexuel » David et Jonathan, tiré d'une interprétation de l’histoire de David et de Jonathan dans la Bible. Est-ce que tu viens pour les vacances ? a été notamment reprise par Chanson plus bifluorée sous le titre Jésus viendra pour les vacances, et par Soan Faya et Damien Vanni en duo lors d'un prime-time de la saison 7 de Nouvelle Star. Il en existe également une version parodiée, intitulée Qu'est-ce que tu vends pour les vacances ?, interprétée par Alain Chabat et Dominique Farrugia des Nuls.
En 1989, David et Jonathan participent également avec de nombreux artistes à la chanson caritative Pour toi Arménie, sur l'initiative de Charles Aznavour. Le duo se sépare en 1989.

### Activités post-groupe
Jonathan sort en 1989 un 45 tours intitulé Mes nuits au soleil après la séparation mais il ne rencontre pas de succès. Il signe également Tant qu'il y aura des chansons pour Didier Barbelivien. Il habite à Lauwin-Planque dans le Nord de la France, est marié et a deux enfants : Clara (candidate de Secret Story 7 sur TF1) et Raphaël. Il se consacre depuis le milieu des années 2000 à la photographie et expose ses œuvres dans des galeries françaises et étrangères.
David sort un premier 45 tours intitulé Envie de pleurer. Il sort ensuite son premier album solo L'Envers de l'endroit, qui ne connaît pas le succès. Il sort au Québec l'album Histoires compliquées sous le pseudonyme de DEM. Il est actuellement compositeur de chansons sous son pseudonyme « David Gategno » (notamment pour Natasha St-Pier, Nolwenn Leroy, Tina Arena, Céline Dion, Garou, Julio Iglesias, Isabelle Boulay). Il a aussi composé des jingles et génériques d'émissions de télévision pour Christophe Dechavanne, et Charly et Lulu, ainsi que des musiques pour des courts-métrages. Le 23 mai 2013, il épouse la journaliste, animatrice et productrice Sarah Lelouch, fille du cinéaste Claude Lelouch, dont il divorce deux ans plus tard. Avec sa seconde épouse Nadia, il devient papa pour la première fois à l’âge de 50 ans.

### Retour
En 2019, trente ans après leur séparation, David Marouani et Jonathan Bermudes reforment leur duo pour des apparitions télévisées et des show rappelant les années 1980 (Totalement 80).

## Discographie

### Album
| Titre         | Détails                                                                  |
| ------------- | ------------------------------------------------------------------------ |
| Cœur de gosse | - Sortie : 1988 - Label : Sefra Music - Formats : CD, cassette, 33 tours |

### Singles
| Titre                                                              | Année | Meilleure position | Meilleure position | Ventes          | Certifications  | Album         |
| Titre                                                              | Année | FRA                | FLA                | Ventes          | Certifications  | Album         |
| ------------------------------------------------------------------ | ----- | ------------------ | ------------------ | --------------- | --------------- | ------------- |
| Bella vita                                                         | 1987  | 2                  | 31                 | - FRA : 500 000 | - SNEP : Or     | Cœur de gosse |
| Gina                                                               | 1987  | 18                 | —                  | - FRA : 250 000 | - SNEP : Argent | Cœur de gosse |
| Est-ce que tu viens pour les vacances ?                            | 1988  | 3                  | —                  | - FRA : 500 000 | - SNEP : Or     | Cœur de gosse |
| Cœur de gosse                                                      | 1988  | 26                 | —                  |                 |                 | Cœur de gosse |
| « — » indique que le titre n'est pas sorti ou classé dans le pays. |       |                    |                    |                 |                 |               |